# Saijanselkä
Saijanselkä är en kulle i Finland.   Den ligger i den ekonomiska regionen  Fjäll-Lappland  och landskapet Lappland, i den norra delen av landet, 900 km norr om huvudstaden Helsingfors. Toppen på Saijanselkä är 358 meter över havet. Saijanselkä ingår i Siiselät.
Terrängen runt Saijanselkä är huvudsakligen platt.  Trakten runt Saijanselkä är nära nog obefolkad, med mindre än två invånare per kvadratkilometer. Det finns inga samhällen i närheten. Omgivningarna runt Saijanselkä är i huvudsak ett öppet busklandskap.